# Sitting on a man

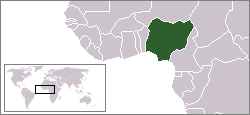
Localização geográfica da Nigéria

"Sitting on a man" ((em português) sentada sobre um homem expressão idiomática nigeriana que significa atormentar a vida de um homem), é um método empregado por mulheres ibos de envergonhar publicamente um homem mediante a convocação em sua cabana ou local de trabalho; as mulheres podem dançar, cantar músicas detalhando as queixas com seu comportamento, bater nas paredes de sua casa com pilões de inhame ou, ocasionalmente, rasgar o telhado de sua casa.
A prática também é referida como "fazer guerra" a um homem e também pode ser empregada contra mulheres. "Sitting on a man", juntamente com greves e vários outros métodos de resistência, funcionava como uma ferramenta para que a mulher mantenha o equilíbrio do poder social e político durante os tempos pré-coloniais; No entanto, esse status seria impactado negativamente pelo colonialismo.

## História
Havia várias razões pelas quais um homem poderia ser submetido à prática de "sentar-se em um homem". Se um homem foi encontrado maltratando sua esposa, permitindo que suas vacas comessem as colheitas das mulheres, quebrando as regras do mercado, ou causando disputas conjugais, as mulheres consultariam coletivamente o mikiri (um fórum que deu às mulheres a oportunidade de se reunirem para questões políticas, de parentesco e de regulamentação do mercado) em apoio às mulheres que fazem a queixa, e empregam a prática. As mulheres usavam samambaias na cabeça e deixavam tanga. Elas pintavam seus rostos com carvão e carregavam varas com folhas de palmeira. Essa demonstração de solidariedade entre as mulheres reforçou seu papel influente na sociedade, ofereceu acesso à autonomia em tempos précoloniais e se emprestou como uma medida efetiva para promulgar mudanças.

## Colonialismo

### Resistência
No início do século XX, as mulheres na Nigéria britânica organizaram protestos anticoloniais em resposta a reformas políticas em relação à Administração Nativa."Sentando-se" em Chefes de mandado era um método proeminente de resistências. A Guerra das Mulheres foi uma demonstração significativa da adaptação de "sitting on a man" nos esforços de resistência do governo colonial indireto imposto na Nigéria britânica. Os protestos geralmente consistem em cantar e dançar em torno de casas e escritórios, invadindo espaços pessoais e outras ações que exigiram a atenção dos chefes de mandado. As esposas dos representantes coloniais locais foram muitas vezes perturbadas por essa forma de protesto e ajudaram a incentivar os Chefes de mandado a aderir aos pedidos e exigências das mulheres. "Sentado nos Warrants", tornou-se uma tática de resistência colonial generalizada utilizada por mulheres na Nigéria.

### Efeitos
As mulheres ibos tiveram importantes posições sociais e políticas (enquanto ainda está em segundo lugar para os homens), a imposição colonial excluía mulheres de ambientes e atividades políticas, apesar da resistência, Essa alteração nas instituições sociais afetou negativamente os direitos e o status das mulheres na sociedade deslegitimando seus meios de influência. Isso foi feito através da proibição da prática de "sentar-se em um homem" na nova Administração britânica. A criminalização da tática não era necessariamente deliberada, já que os colonos não eram originais das funções e implicações da prática, no entanto, através do meio perturbador das mulheres para equilibrar o poder, o colonialismo prejudicou as relações de gênero e as estruturas da sociedade ibo.